# Marcel Jacob
Marcel Jacob, född 30 januari 1964 i Stockholm, död 21 juli 2009 i Kristineberg, Kungsholmen, Stockholm,
var en svensk musiker, känd som basist och medlem i hårdrocksbandet Talisman och Yngwie Malmsteen. Under en kort period var han även medlem i Europe.

## Diskografi

### Europe
- Wings of Tomorrow (1984) låtskrivare "Scream Of Anger" Joey Tempest/Marcel Jacob

### Yngwie Malmsteen
- Marching Out (1985) (Medlem)
- Inspiration (1996) (Bas)

### John Norum
- Total Control (1987) (Medlem och låtskrivare)
- Live In Stockholm (1989)  (Medlem och låtskrivare)

### Talisman
- Talisman (1990)
- Genesis (1993)
- Humanimal (1994)
- Humanimal Part II (1994)
- Five out of Five (Live in Japan) (1994)
- Life (1995)
- BESTerious (compilation) (1996)
- Best of... (compilation, different from above) (1996)
- Truth (1998)
- Live at Sweden Rock Festival (2001)
- Cats and Dogs (2003)
- Five Men Live (2005)
- 7 (2006)
- Talisman - Deluxe Edition (2012)
- Genesis - Deluxe Edition (2012)
- Live In Japan - Deluxe Edition  (2012)
- Humanimal - Deluxe Edition (2012)

### Human Clay
- Human Clay (1996)
- u4ia (1997)

### Humanimal
- Humanimal (2002)

### Olika produktioner som basist eller låtskrivare
- Eyes - Eyes (1990)
- Bai Bang - Cop to Con (1991)
- Lion Share - Nothing's Free (1991)
- Thomas Vikstrom - If I Could Fly (1993)
- Billionaires Boys Club - Something Wicked Comes (1993)
- The Johansson Brothers - The Johansson Brothers (1994)
- Misery Loves Co. - Misery Loves Co. (1995)
- Meldrum - Loaded Mental Cannon (2001)
- Richard Andersson Space Odyssey - Embrace The Galaxy (2003)
- Tommy Denander - Radioactive: Oh yeah! (2003)
- Jim Jidhed - Full Circle (2003)
- Edge of Forever - Feeding the Fire (Additional lead guitar on "Prisoner") (2004)
- Deacon Street Project - Deacon Street Project (2004)
- Bai Bang - The Best Of (2005)
- Sha Boom - The Race Is On (2005)
- Various Artists - United: Where Is The Fire DVD (2005)
- Locomotive Breath - Change of Track (2006)
- Speedy Gonzales - Electric Stalker (2006)
- The Poodles - Metal Will Stand Tall (Co-wrote "Kingdom of Heaven" with Jake Samuel) (2006)
- Impulsia - Expressions (2009)
- W.E.T. (Work of Art, Eclipse, Talisman) (2009) Medverkan i videon till "One love" men spelar inte på skivan.